# Carlsbad (New Mexico)
Carlsbad ist eine City im Südosten des US-Bundesstaates New Mexico im Eddy County. Carlsbad liegt am Pecos River, etwa 28 Kilometer nordöstlich des Carlsbad-Caverns-Nationalparks und hatte der Volkszählung von 2020 zufolge 32.238 Einwohner.

## Geschichte
Die heutige Stadt Carlsbad wurde am 15. September 1888 gegründet. Damals erhielt die Siedlung den Namen „Eddy“. Erst nach der Entdeckung und der darauffolgenden kommerziellen Nutzung lokaler Mineralquellen wurde die Gemeinde in Carlsbad umbenannt, was an den berühmten europäischen Kurort Karlsbad im heutigen Tschechien erinnert. Am 25. März 1918 verlieh der damalige Gouverneur von New Mexico Carlsbad das Stadtrecht.
Durch die Wiederentdeckung der Carlsbad Caverns durch ortsansässige Cowboys und den anschließenden Aufbau des Carlsbad-Caverns-Nationalparks erlangte Carlsbad einen großen Bekanntheitsgrad.
Im Jahr 1925 wurde nahe der Stadt Kaliumcarbonat entdeckt, das für den amerikanischen Markt abgebaut wurde. Als sich der Abbau in den 1960er Jahren dem Ende zuneigte, setzten sich Bürger und Stadtoberhäupter von Carlsbad für die Einrichtung eines Endlagers für atomare Abfälle (Waste Isolation Pilot Plant) ein. Der Kongress stimmte den Plänen zu, und der Bau begann 1980. Bevor die erste Atommülllieferung 1999 das Lager erreichte, eröffnete das amerikanische Energieministerium eigens hierfür ein Büro in Carlsbad.

## Einwohnerentwicklung
| Jahr | Einwohner¹ |
| ---- | ---------- |
| 1980 | 25.496     |
| 1990 | 24.952     |
| 2000 | 25.625     |
| 2005 | 25.300     |
| 2010 | 26.138     |
| 2020 | 32.238     |

¹ 1980 – 2020: Volkszählungsergebnisse; 2005 und 2010: Fortschreibung des US Census Bureau

## Verkehr
Carlsbad liegt an den U.S. Highways 62, 180 und 285. Außerdem besitzt Carlsbad einen eigenen Verkehrsflughafen, den Flughafen Carlsberg–Cavern City Air Terminal. Von dort bietet die Fluggesellschaft Mesa Airlines Direktflüge nach Albuquerque, Hobbs und Roswell an.

## Bildung
Die New Mexico State University unterhält hier eine Außenstelle mit etwa 1200 Studenten.

## Söhne und Töchter der Stadt
- Sandra Adair (* 1952), Filmeditorin
- Dan Blocker (1928–1972), Schauspieler
- Bruce Cabot (1904–1972), Schauspieler
- Francis Andrew Gaffney (* 1946), Astronaut
- Rick Mewborn (* 1965), Skispringer
- Richard Travis (1913–1989), Schauspieler